# Muntanya Khwajeh
La Muntanya Khwaja o Muntanya Khwajeh (en persa: کوه خواجهt, localment Kuh-e Khvājeh o Kuh-e Khwâja) és un turó de basalt negre de cim pla que s'alça com una illa enmig del llac Hamun, a la província iraniana de Sistan i Balutxistan.
La Muntanya Khwaja també es considera un jaciment arqueològic important i l'agost del 2007 Iran el va incloure en la seua Llista indicativa per a optar a ser Patrimoni de la Humanitat.

## Descripció
L'aflorament de lava basàltica de forma trapezoïdal, a 30 quilòmetres al sud-oest de Zabol, s'alça 609 m sobre el nivell de la mar i té un diàmetre que oscil·la entre 2,0 i 2,5 quilòmetres. És l'única altura natural de la regió del Sistan, i duu el nom d'un lloc de pelegrinatge islàmic al pujol: la tomba i el Santuari de Khwaja Ali Mahdí, un descendent d'Ali ibn Abi Talib.
La Muntanya Khwaja és també un jaciment arqueològic important. Sobre el turó sud del vessant oriental, les ruïnes d'una ciutadella —coneguda com a Ghagha-Shahr— amb les restes d'un temple de foc pertanyen a l'Iran preislàmic. Seguint una llegenda zoroastriana, el llac Hamun és «el guardià de la llavor de Zoroastre». En l'escatologia zoroastriana, quan la renovació final del món siga a prop, les donzelles entraran al llac i pariran els saoshyants, els salvadors de la humanitat.
El temple de foc es troba en una terrassa darrere d'alts murs i està protegit per dos forts, les ruïnes dels quals s'anomenen Kok-e Zal i Chehel Dokhtaran. En conjunt, se'n diu Qal'a-e Kafaran, lit. 'Fort dels infidels' o Qal'a-e Sam, 'Fort de Sam', l'avi del mític Rostam (una de les fortaleses ací es diu castell de Rostam). Tots dos noms reflecteixen l'herència preislàmica. Els murs del temple s'havien decorat en un principi amb murals, alguns dels quals ara es mostren en museus de Teheran, Berlín, Nova Delhi i Nova York.
La ciutadella va ser estudiada per primera vegada per Marc Aurel Stein el 1915-1916. Les ruïnes, les excavà més tard Ernst Herzfeld, i també en part Giorgio Gullini durant una breu expedició del 1960. Al començament, Herzfel datà el palau del segle i, és a dir, del període arsàcida (Imperi part), del 248 ae al 224. Herzfeld després la traslladà a una data posterior, i actualment el període sassànida (224-651) se'n considera més probable. A aquest període s'atribueixen tres baixos relleus dels murs exteriors que representen genets i cavalls. Més enllà de la ciutadella, a la part superior de l'altiplà, hi ha altres edificis independents, de funció incerta i que deuen datar del període islàmic.

## Murals

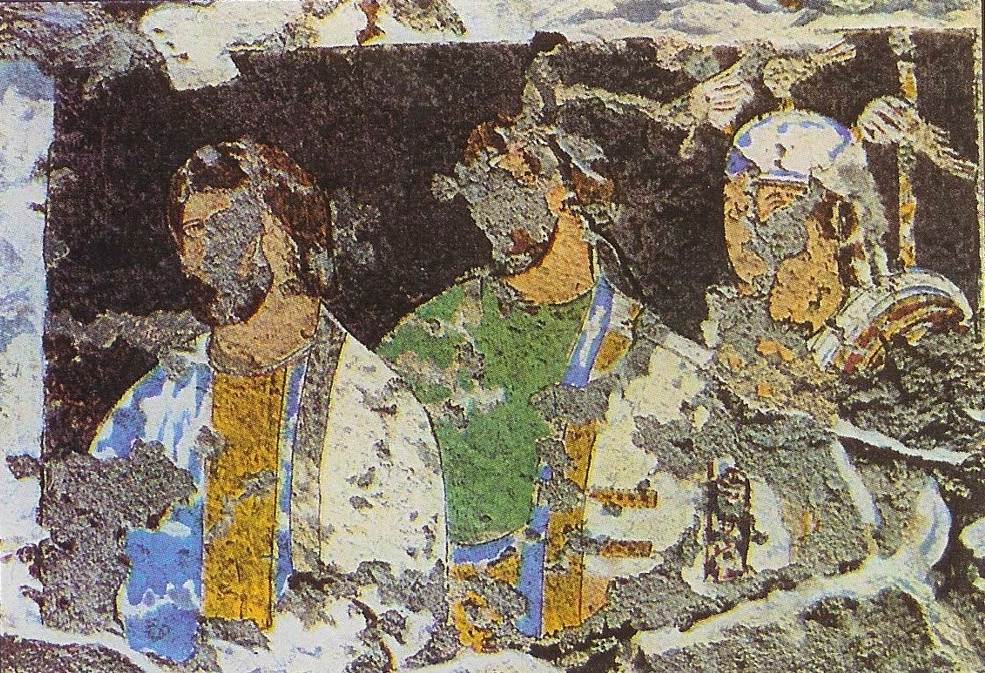
Mural de la muntanya Khajeh
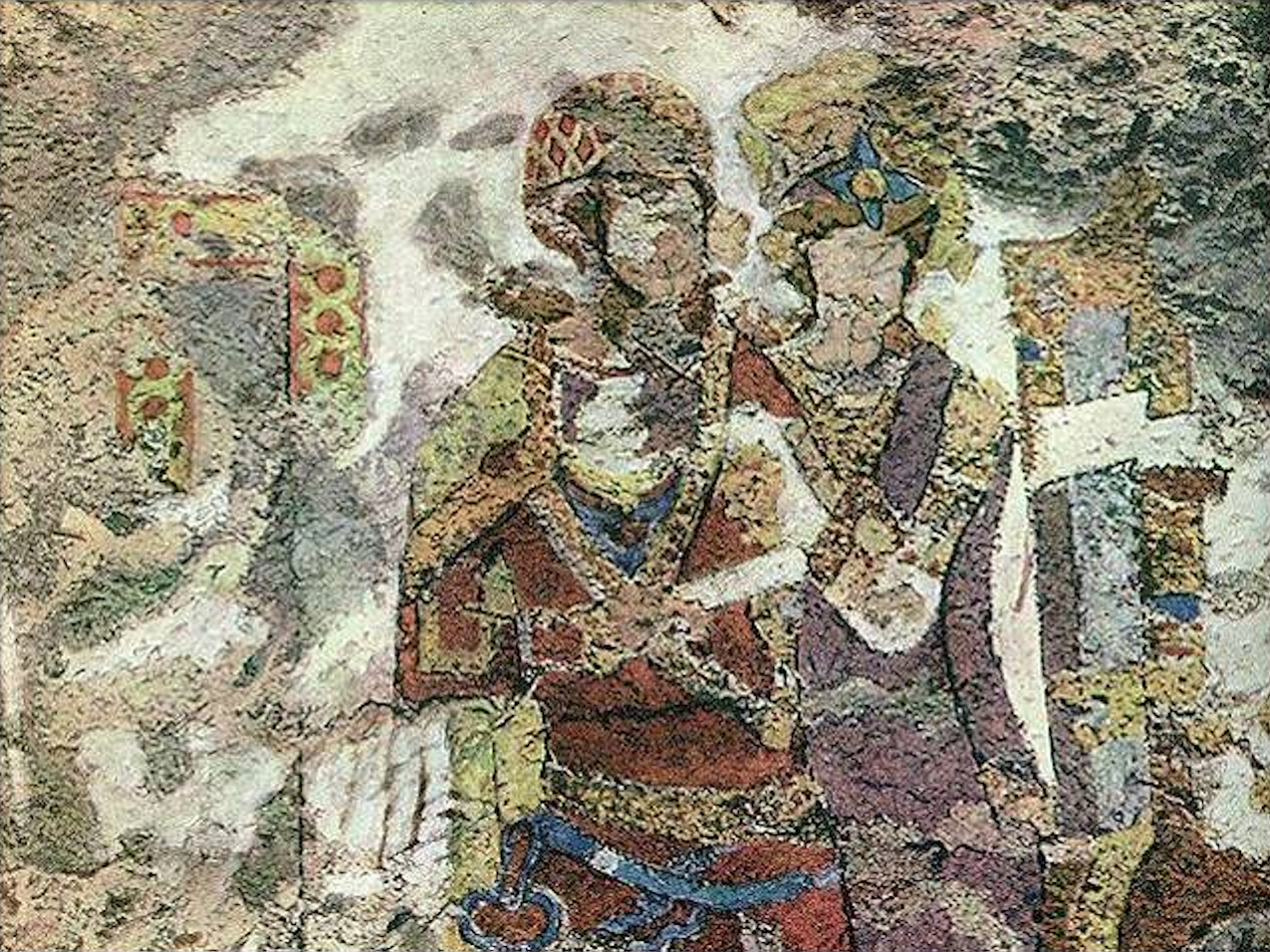
Mural de la Muntanya Khajeh
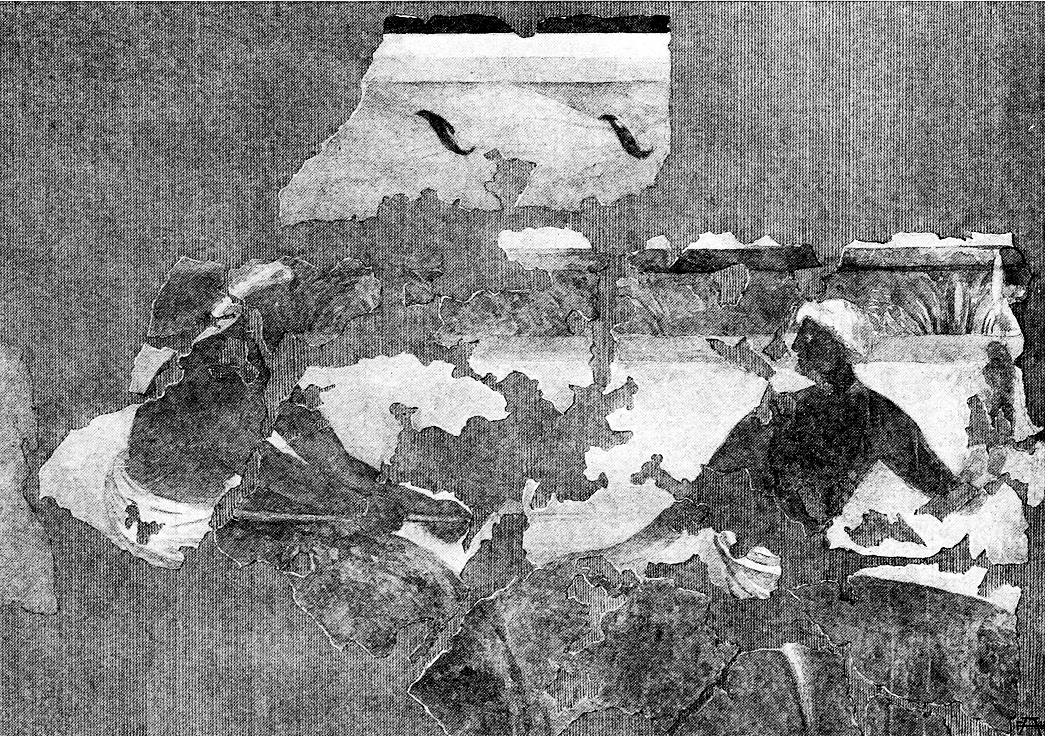
Dibuix d'una pintura de la Muntanya Khajeh, Ghahga-Shahr
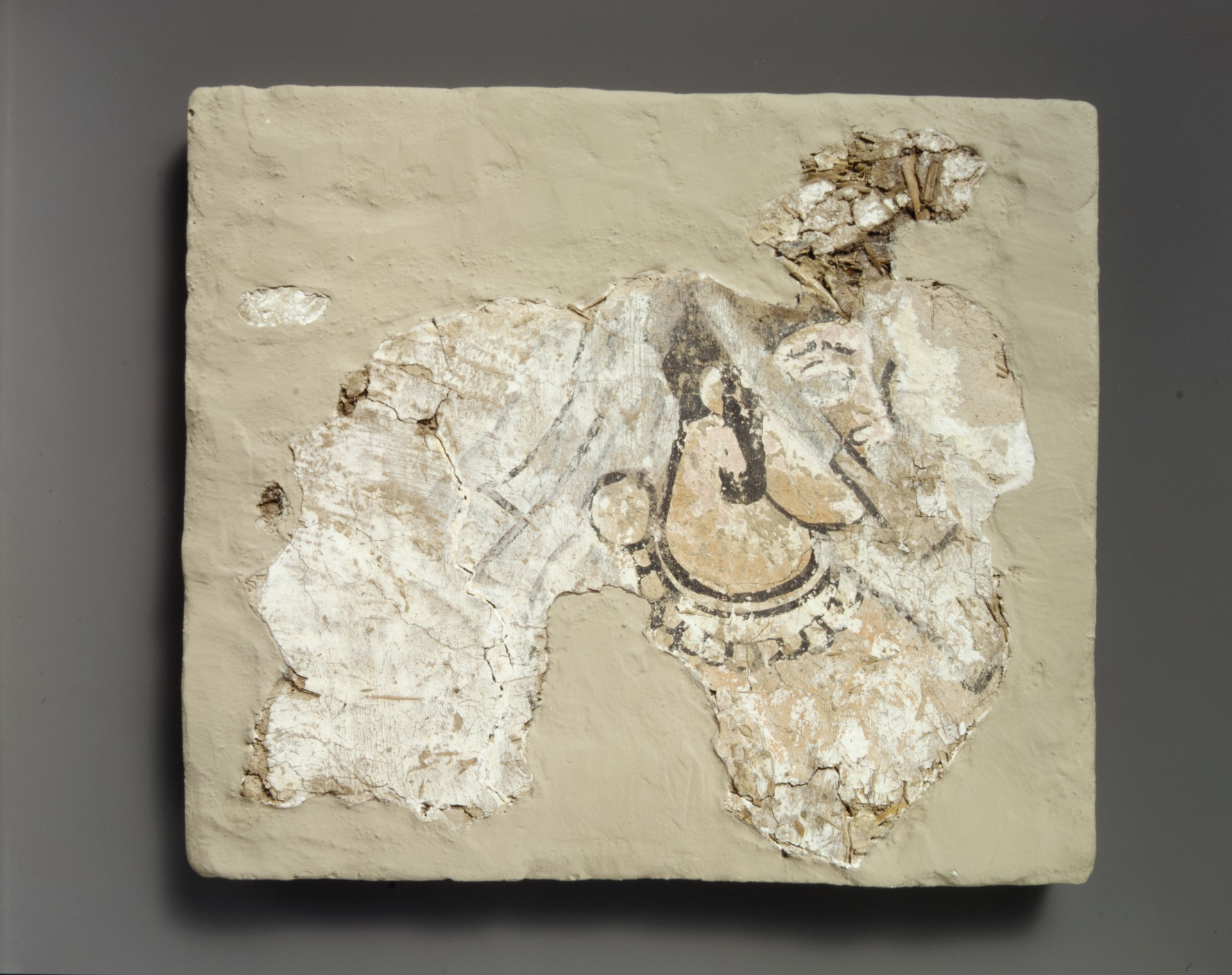
Pintura mural sassànida d'una dona amb tapaboques, Kuh-i Khwaja, segle vii
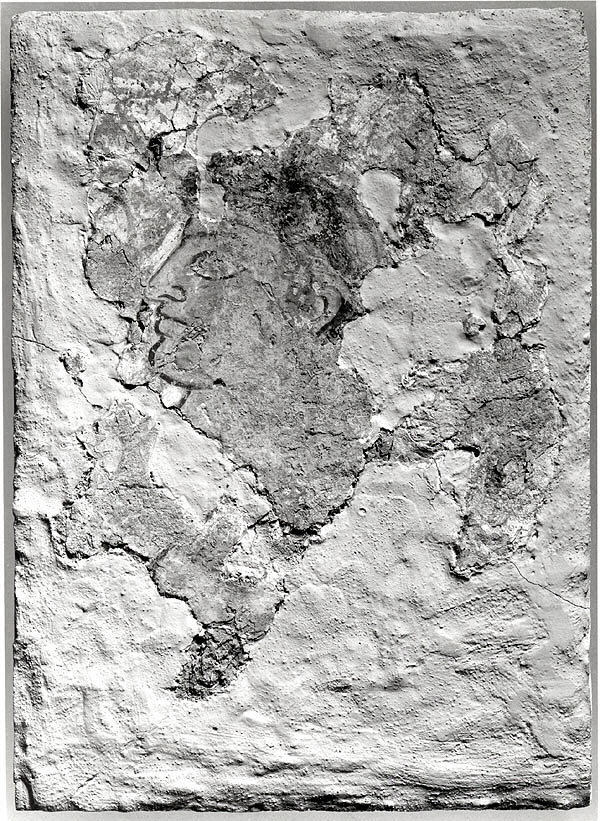
Pintura mural sassànida de Kuh-i Khwaja,segle vii

## Galeria

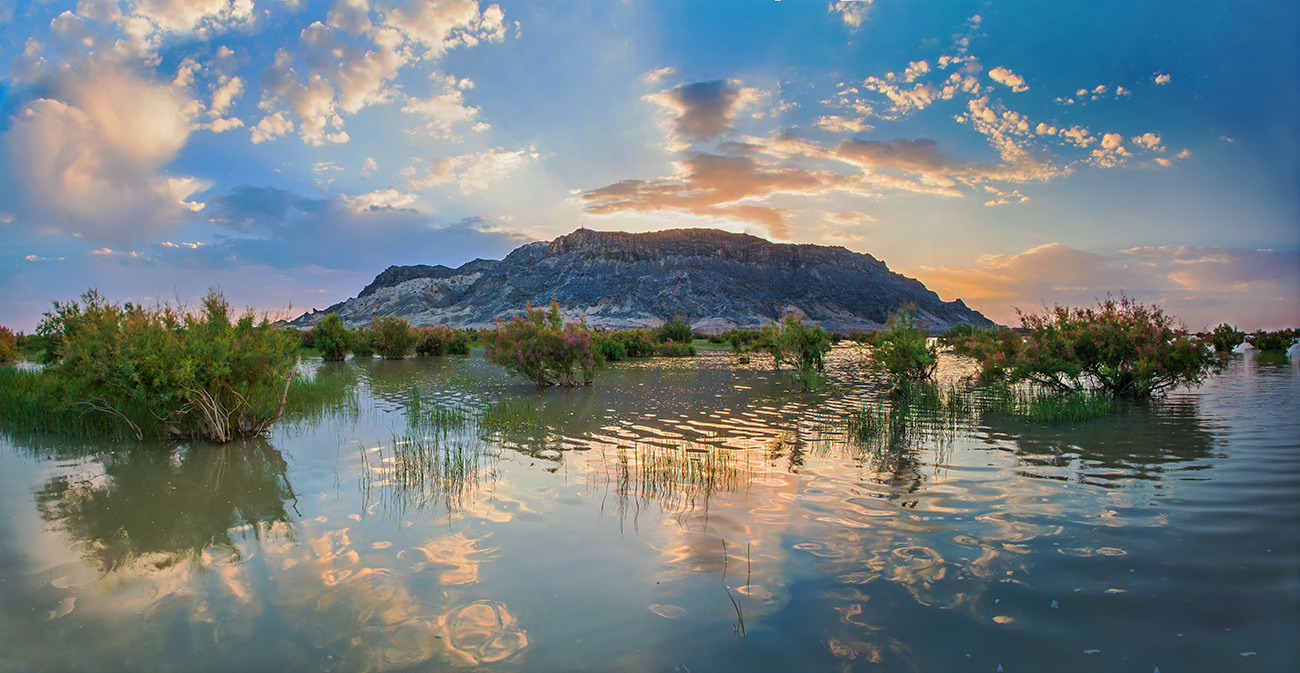
Panorama de la Muntanya Khajeh
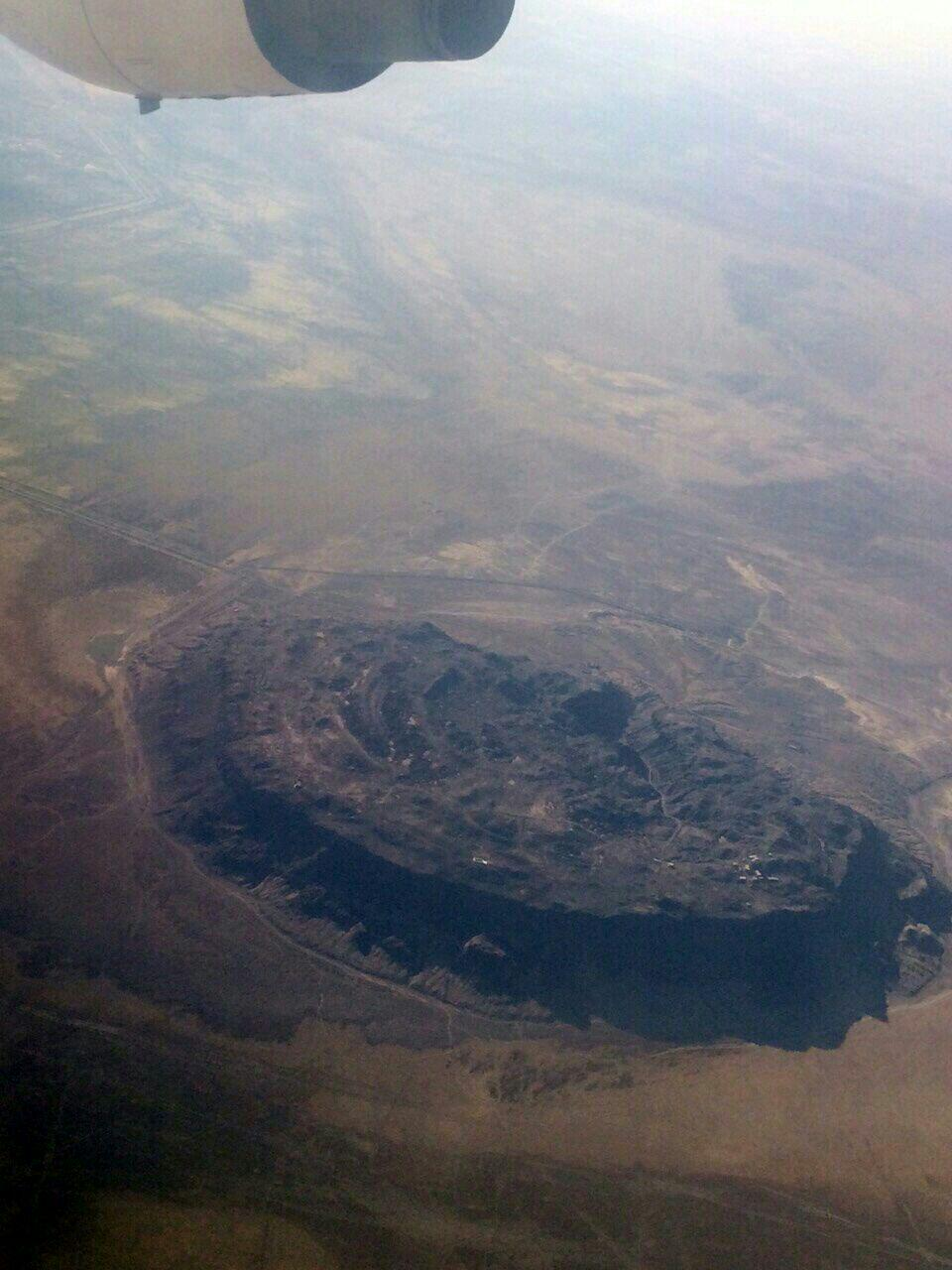
Vista aèria
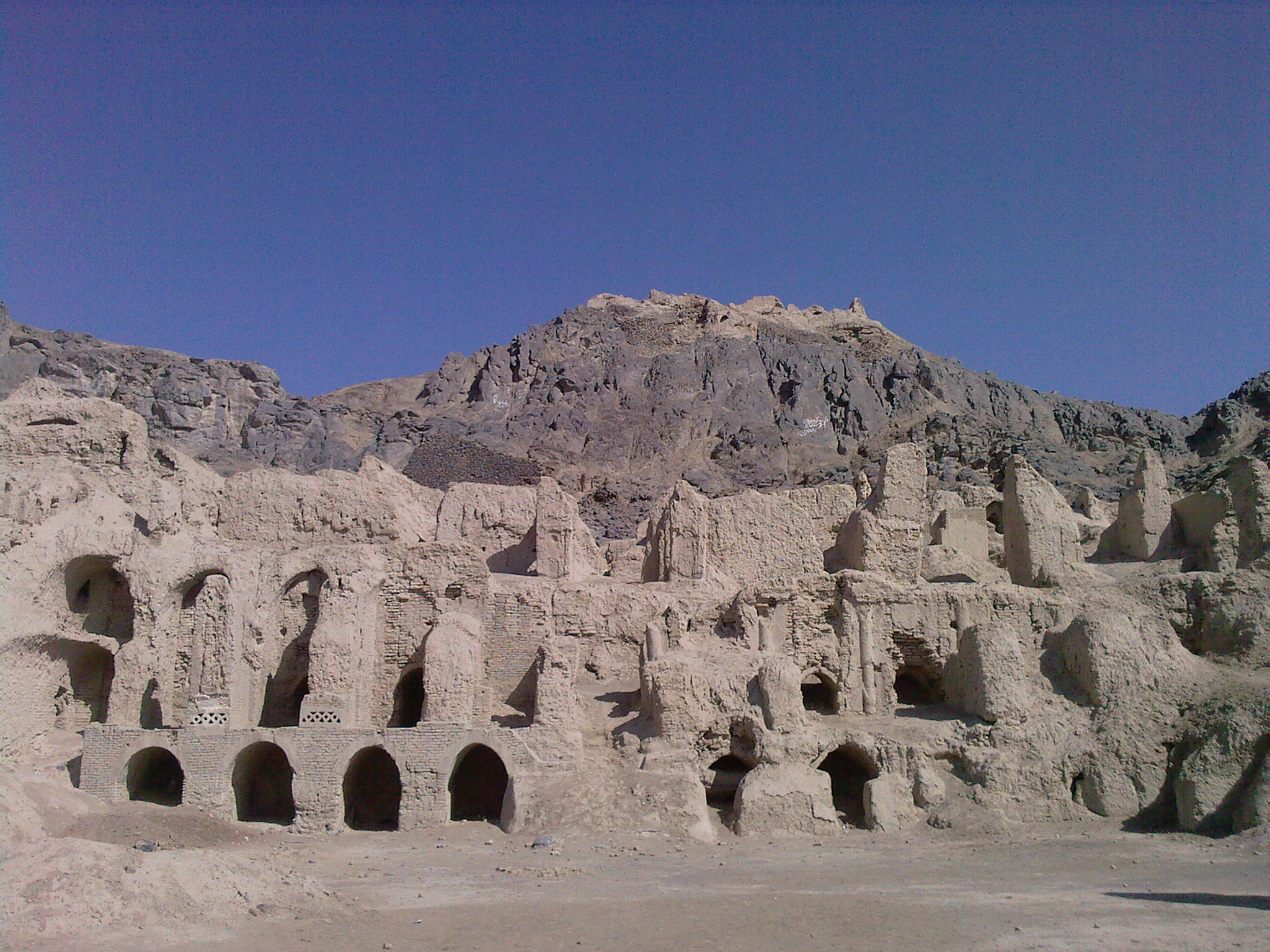
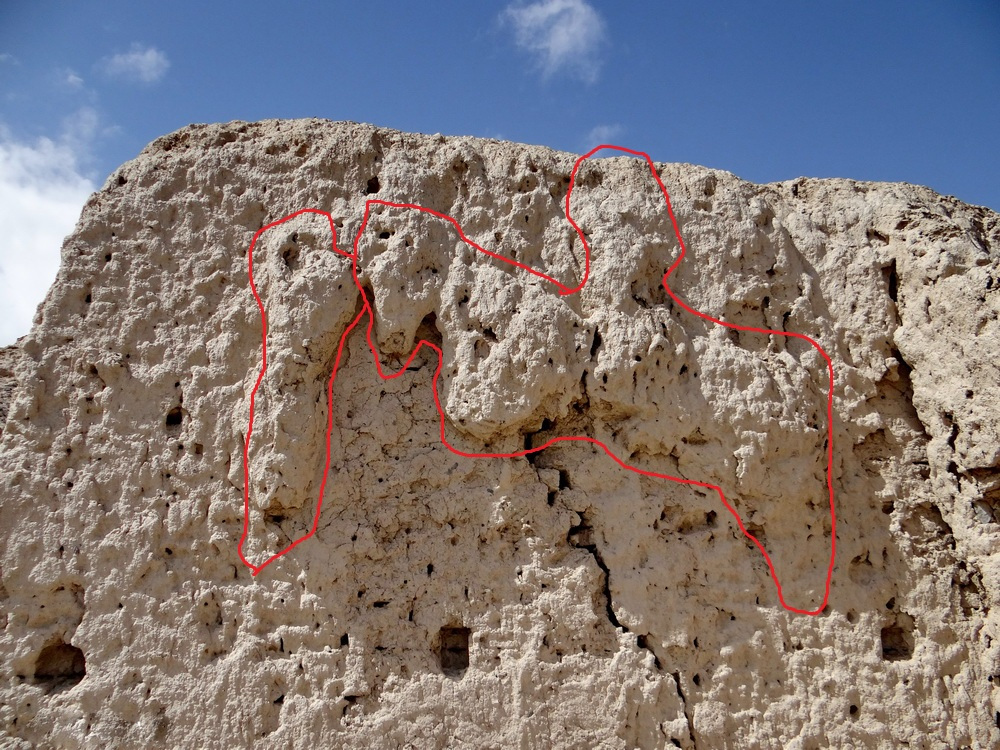
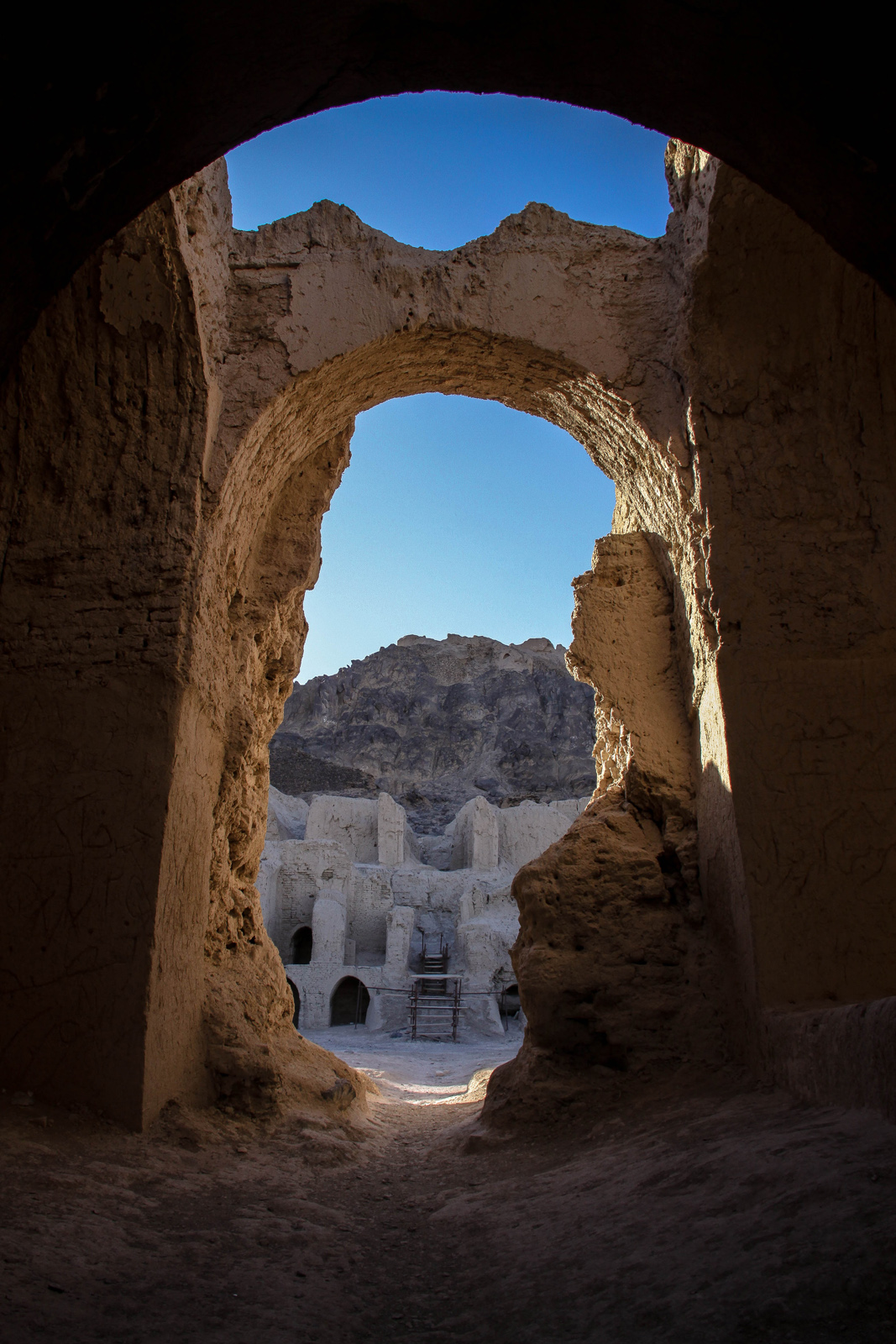
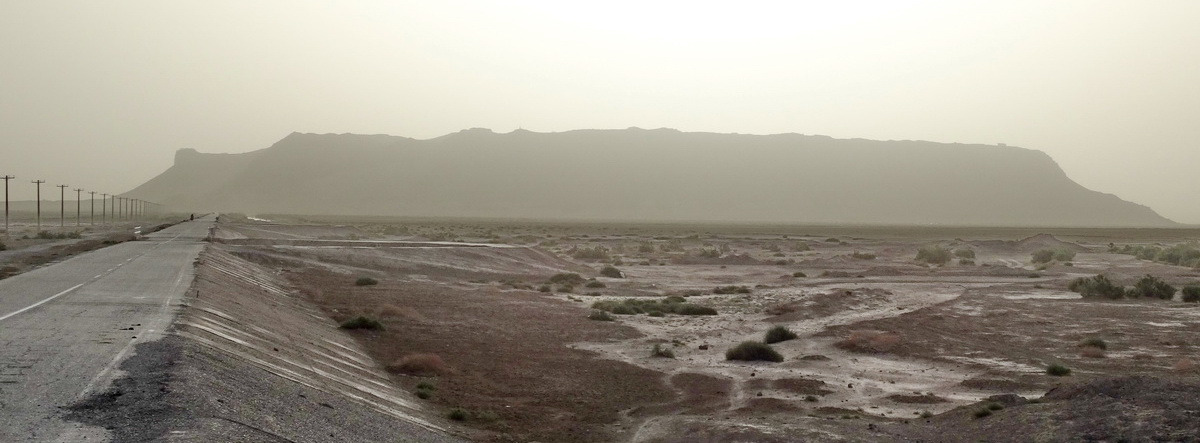
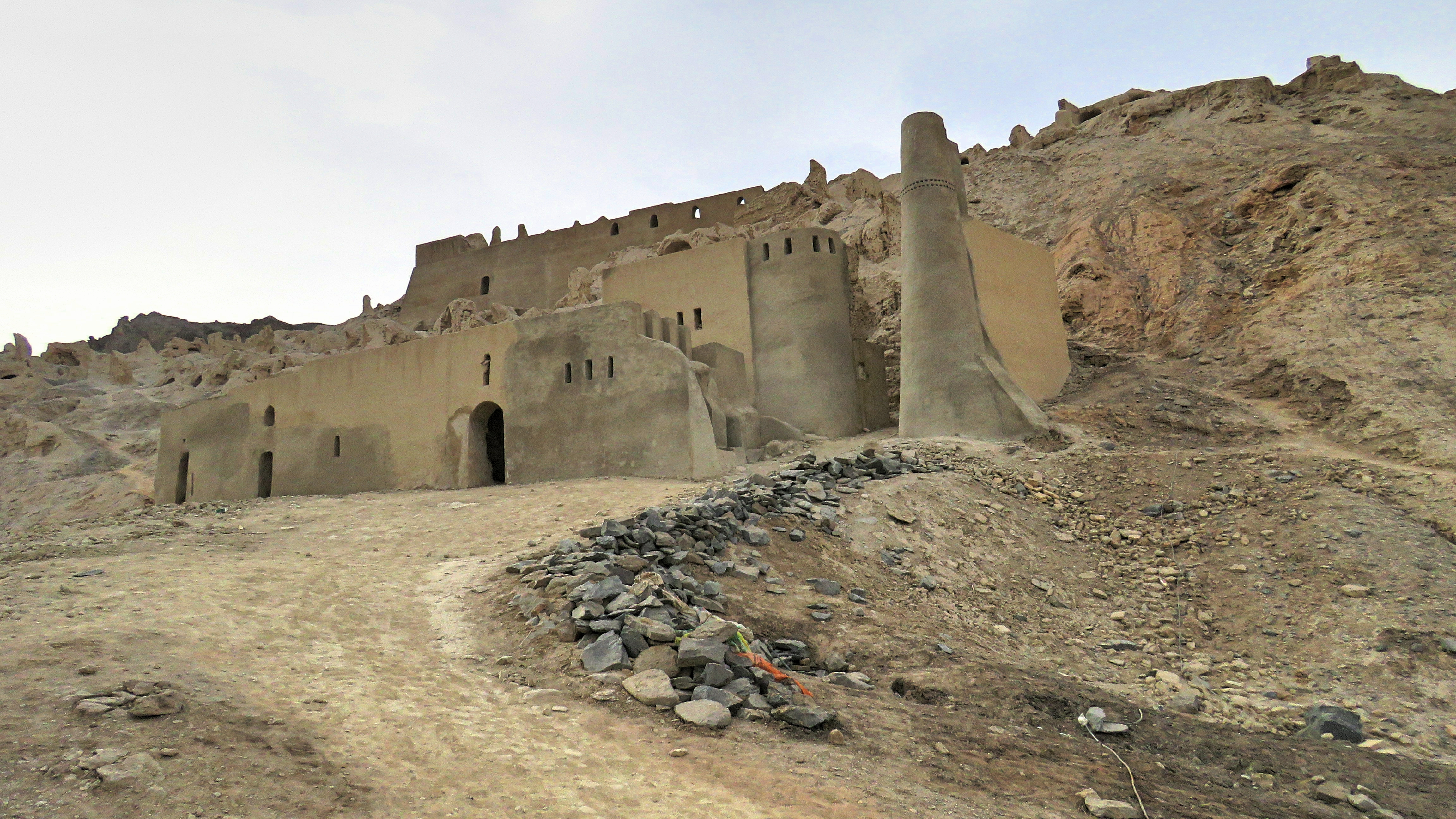
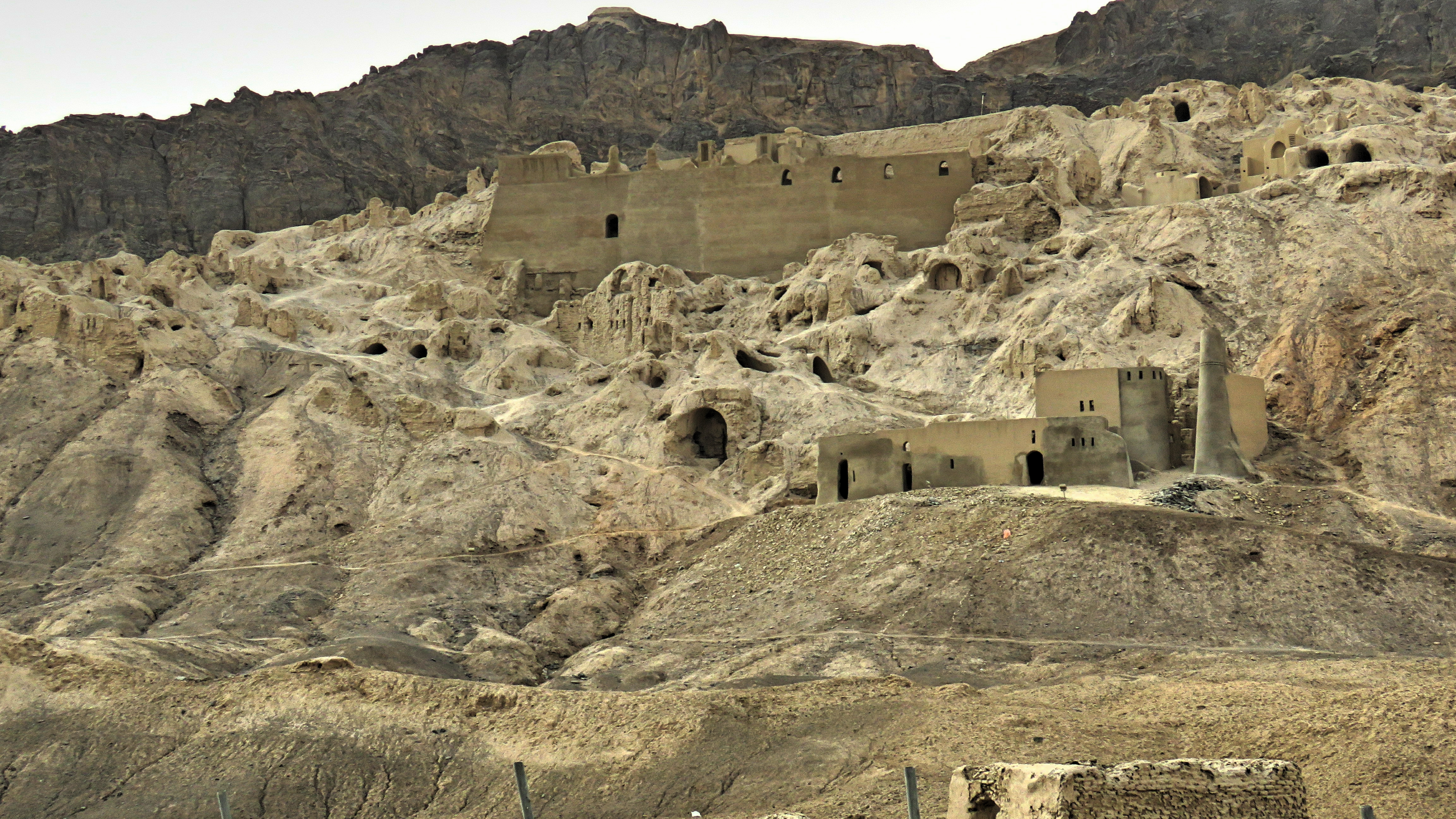